# Heteralonia interstitialis
Heteralonia interstitialis är en tvåvingeart som först beskrevs av Nurse 1922.  Heteralonia interstitialis ingår i släktet Heteralonia och familjen svävflugor. Inga underarter finns listade i Catalogue of Life.